# 屏東市

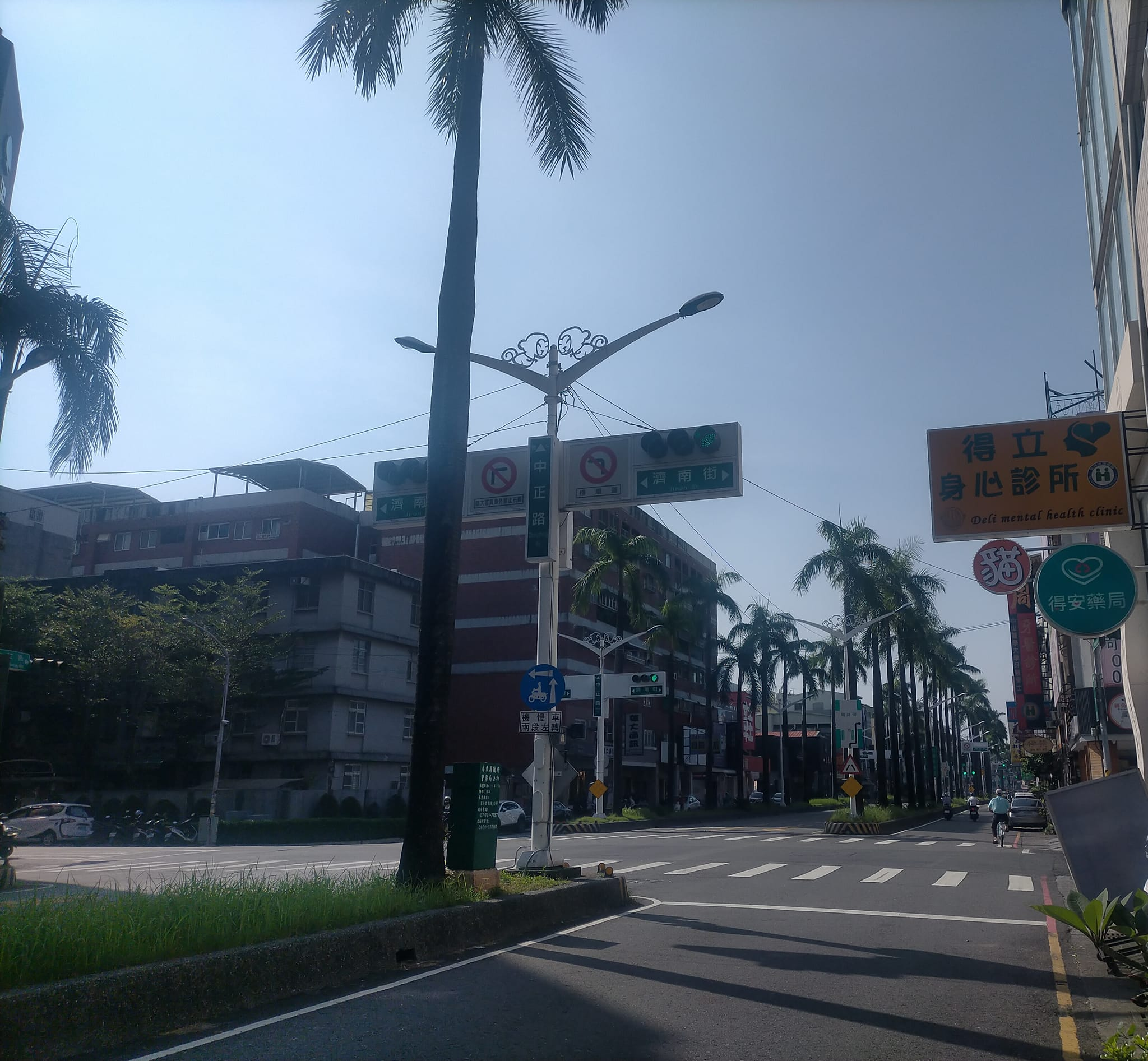
屏東中心部

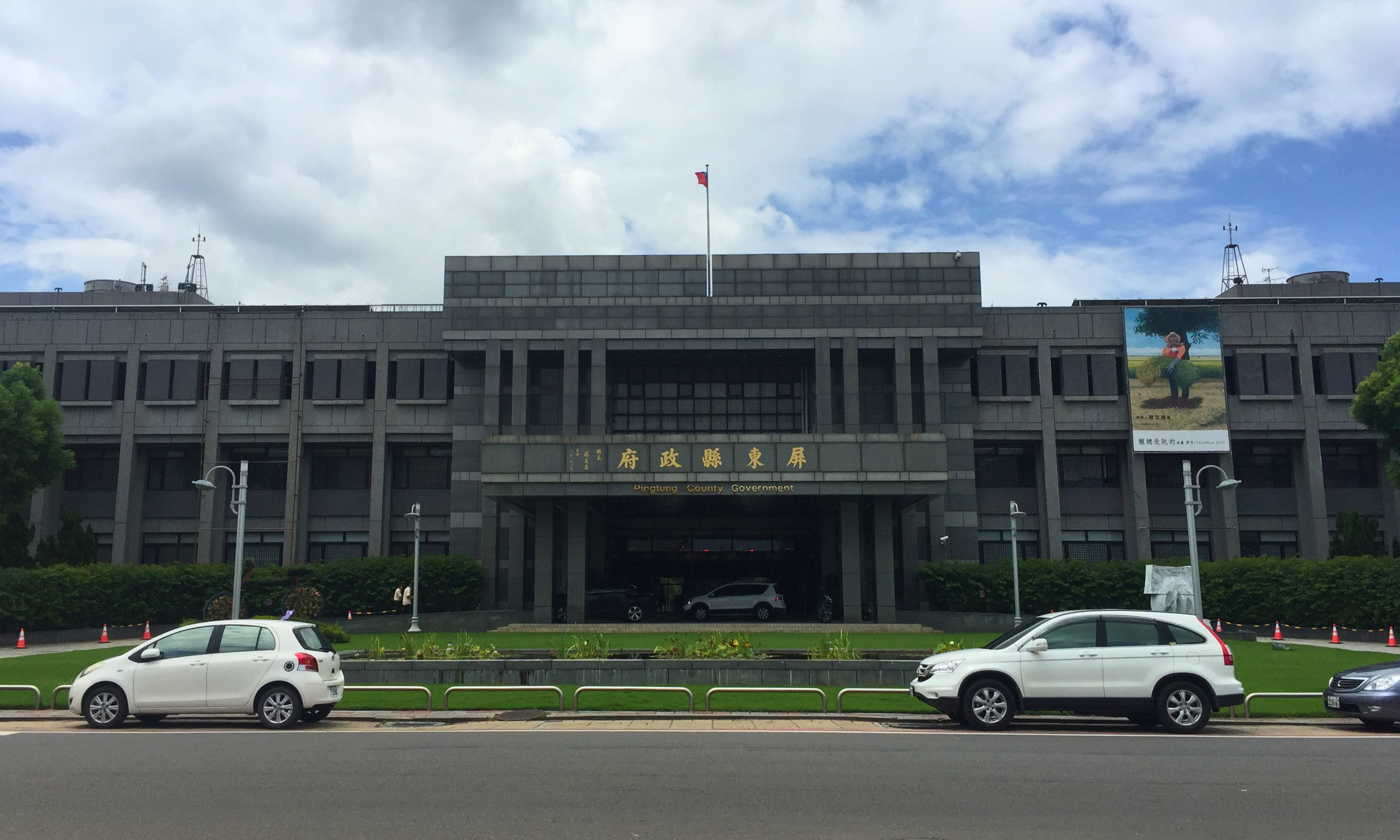
屏東県庁舎

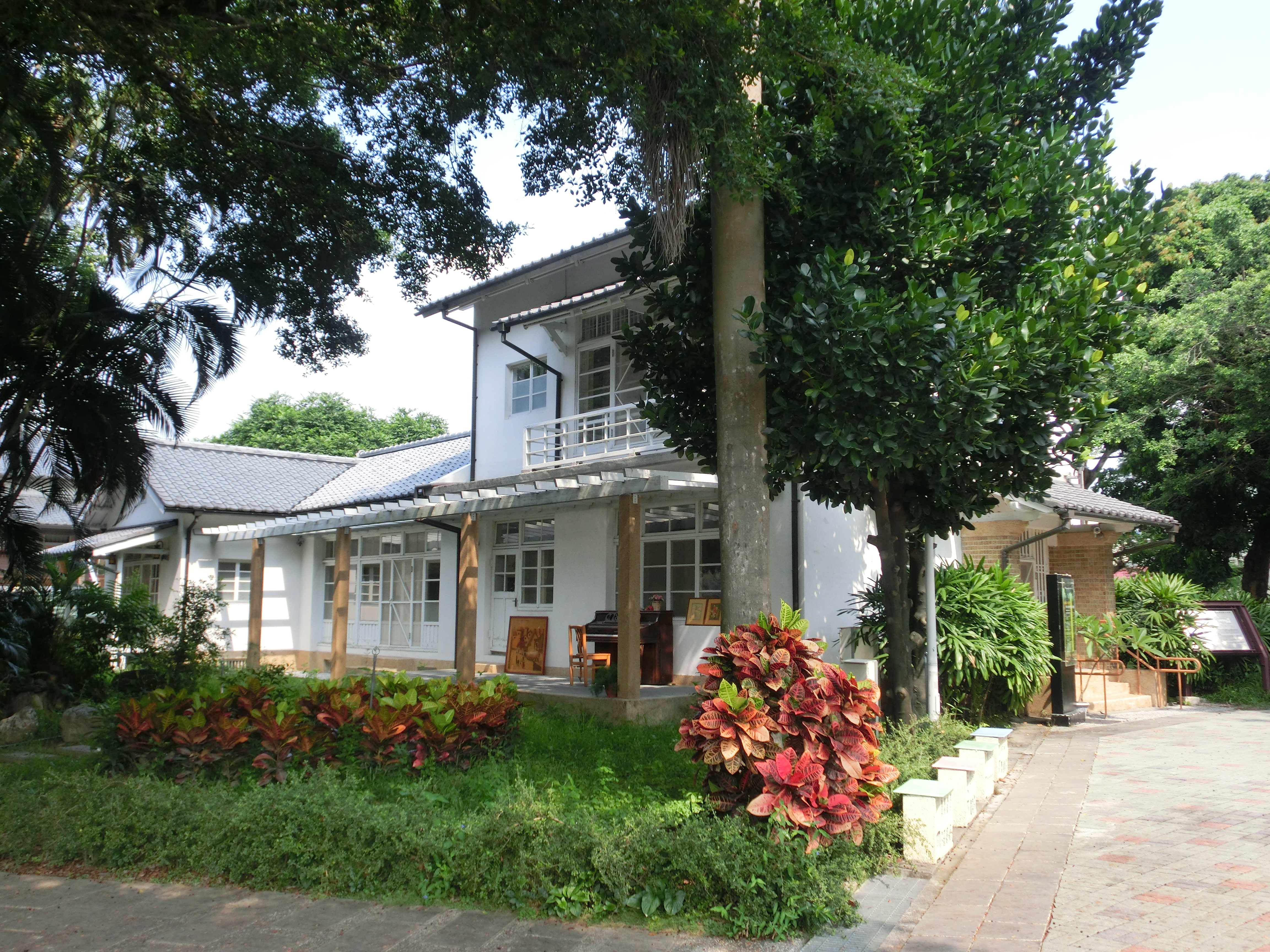
屏東県族群音楽館（旧孫立人行館）

屏東市（ピンドン/へいとう-し）は中華民国台湾省南部の市。屏東県の県轄市で、屏東県政府の所在地である。

## 地理
屏東市は屏東県北西部に位置し、北は九如郷と、東は長治郷、麟洛郷と、西は高屏渓を隔てて高雄市大寮区、大樹区と、南は万丹郷とそれぞれ接している。屏東平原に位置するため地勢は平坦であり、自然条件にも恵まれ物産が豊富である。熱帯モンスーン気候に属し、年間平均気温は24℃、南国風情から「太陽城」とも称されている。

## 歴史
屏東市の旧名は「阿猴」或いは「雅猴」であり、古くは平埔族阿猴社の居住地であった。記録によれば1684年前後に漢人がこの地に入植を開始し、乾隆年間には「阿猴街」と称される街区が設けられている。1836年には外敵の侵入を防ぐ為に城壁を巡らせている。
半屏山の東に位置することから古來「屏東」とも称されてきたが、1920年の台湾地方制度改制の際、土地の有士の希望もあり「屏東」と改名し、「屏東街」を設置した。1933年に市制施行により屏東市が誕生した。
戦後は付近の万丹郷、九如郷、長治郷を合併し省轄市となった。1950年の行政区域調整の際に、再び屏東市のみを分離し県轄市と改編され現在に至っている。

## 行政区
| 地区 | 里 |
| ---- | --- |
| 中   | 端正里、武廟里、大同里、泰安里、文明里、光栄里、民権里、大埔里、必信里、崇礼里、崇智里、維新里                                 |
| 北一 | 広興里、空翔里、崇蘭里、潭墘里、勝利里、永城里                                                                                 |
| 北二 | 斯文里、興楽里、華山里、北勢里、明正里、太平里、北興里、溝美里、中正里、仁愛里、三山里、海豊里、仁義里、和興里、信和里         |
| 南一 | 大洲里、前進里、清渓里、崇武里、大武里、永昌里、永順里、永光里、長安里、安鎮里、凌雲里、鵬程里                                 |
| 南二 | 新生里、永安里、頂宅里、頂柳里、新興里、公館里、龍華里、玉成里、大湖里、厚生里、建国里、択仁里、一心里、光華里、義勇里、万年里 |
| 東一 | 扶風里、楠樹里、金泉里、勝豊里、慶春里、安楽里、平和里、長春里、橋南里、橋北里、豊栄里、豊源里、豊田里、大連里、瑞光里         |
| 東二 | 帰心里、湖西里、湖南里 |

## 歴代市長

### 日本統治期

#### 屏東市尹
| 代    | 氏名     | 着任年 | 退任年 | 備考             |
| ----- | -------- | ------ | ------ | ---------------- |
| 初代  | 伊藤完二 | 1933年 | 1936年 | 新竹郡守より転任 |
| 第2代 | 宗藤大陸 | 1936年 | 1937年 | 豊原郡守より転任 |
| 第3代 | 高木秀雄 | 1937年 | 1939年 | 虎尾郡守より転任 |
| 第4代 | 谷義廉   | 1939年 | 1939年 | 桃園郡守より転任 |
| 第5代 | 大関善雄 | 1939年 | 1940年 | 員林郡守より転任 |

#### 屏東市長
| 代    | 氏名     | 着任年 | 退任年 | 備考             |
| ----- | -------- | ------ | ------ | ---------------- |
| 初代  | 大関善雄 | 1940年 | 1941年 | 依願免本官       |
| 第2代 | 山下若松 | 1941年 | 1942年 | 台中市長に転任   |
| 第3代 | 神田利吉 | 1943年 | 1945年 | 員林郡守より転任 |

### 中華民国期
| 代     | 氏名   | 着任日 | 退任日 |
| ------ | ------ | ------ | ------ |
| 代理   | 魏耀沌 | -      | -      |
| 初代   | 李世昌 | -      | -      |
| 第2代  | 張朝任 | -      | -      |
| 第3代  | 張朝任 | -      | -      |
| 第4代  | 邱慶徳 | -      | -      |
| 第5代  | 邱慶徳 | -      | -      |
| 第6代  | 張河川 | -      | -      |
| 第7代  | 張河川 | -      | -      |
| 第8代  | 董栄芳 | -      | -      |
| 第9代  | 董栄芳 | -      | -      |
| 第10代 | 容滋浩 | -      | -      |
| 第11代 | 容滋浩 | -      | -      |
| 第12代 | 黄清漢 | -      | -      |
| 第13代 | 王進士 | -      | -      |
| 第14代 | 王進士 | -      | -      |
| 第15代 | 葉寿山 | -      | -      |
| 第16代 | 葉寿山 | -      | -      |
| 第17代 | 林亜蒓 | -      | -      |
| 代理   | 程清水 | -      | -      |
| 第18代 | 林恊松 | -      | 現職   |

## 教育

### 大学
- 国立屏東大学

### 高級中学
- 国立屏東高級中学
- 国立屏東女子中学
- 屏東県立大同高級中学
- 私立屏栄高級中学
- 私立陸興中学

### 高級職業学校
- 国立屏東高級工業職業学校
- 私立華洲高級工業家事職業学校
- 私立民生高級家事商業職業学校

### 国民中学
- 屏東県立明正国民中学
- 屏東県立中正国民中学
- 屏東県立公正国民中学
- 屏東県立至正国民中学
- 屏東県立鶴声国民中学

### 国民小学
| - 屏東教育大学附属国民小学 - 屏東県立中正国民小学 - 屏東県立仁愛国民小学 - 屏東県立海豊国民小学 - 屏東県立公館国民小学 - 屏東県立鶴声国民小学 - 屏東県立凌雲国民小学 | - 屏東県立勝利国民小学 - 屏東県立帰来国民小学 - 屏東県立前進国民小学 - 屏東県立唐栄国民小学 - 屏東県立民生国民小学 - 屏東県立建国国民小学 - 屏東県立忠孝国民小学 | - 屏東県立復興国民小学 - 屏東県立和平国民小学 - 屏東県立信義国民小学 - 屏東県立瑞光国民小学 - 屏東県立崇蘭国民小学 - 屏東県立大同国民小学 |

## 交通
| 種別     | 路線名称   | その他                 |
| -------- | ---------- | ---------------------- |
| 鉄道     | 屏東線     | 六塊厝駅 屏東駅 帰来駅 |
| 高雄捷運 | 屏東延伸線 | 計画線                 |
| 台湾高鐵 | 屏東延伸線 | 計画線                 |
| 省道     | 台1線      |                        |
| 省道     | 台3線      |                        |
| 省道     | 台24線     |                        |
| 省道     | 台27線     |                        |
| 空港     | 国内空港   | 屏東空港               |

- 屏東市公共自転車

## 観光

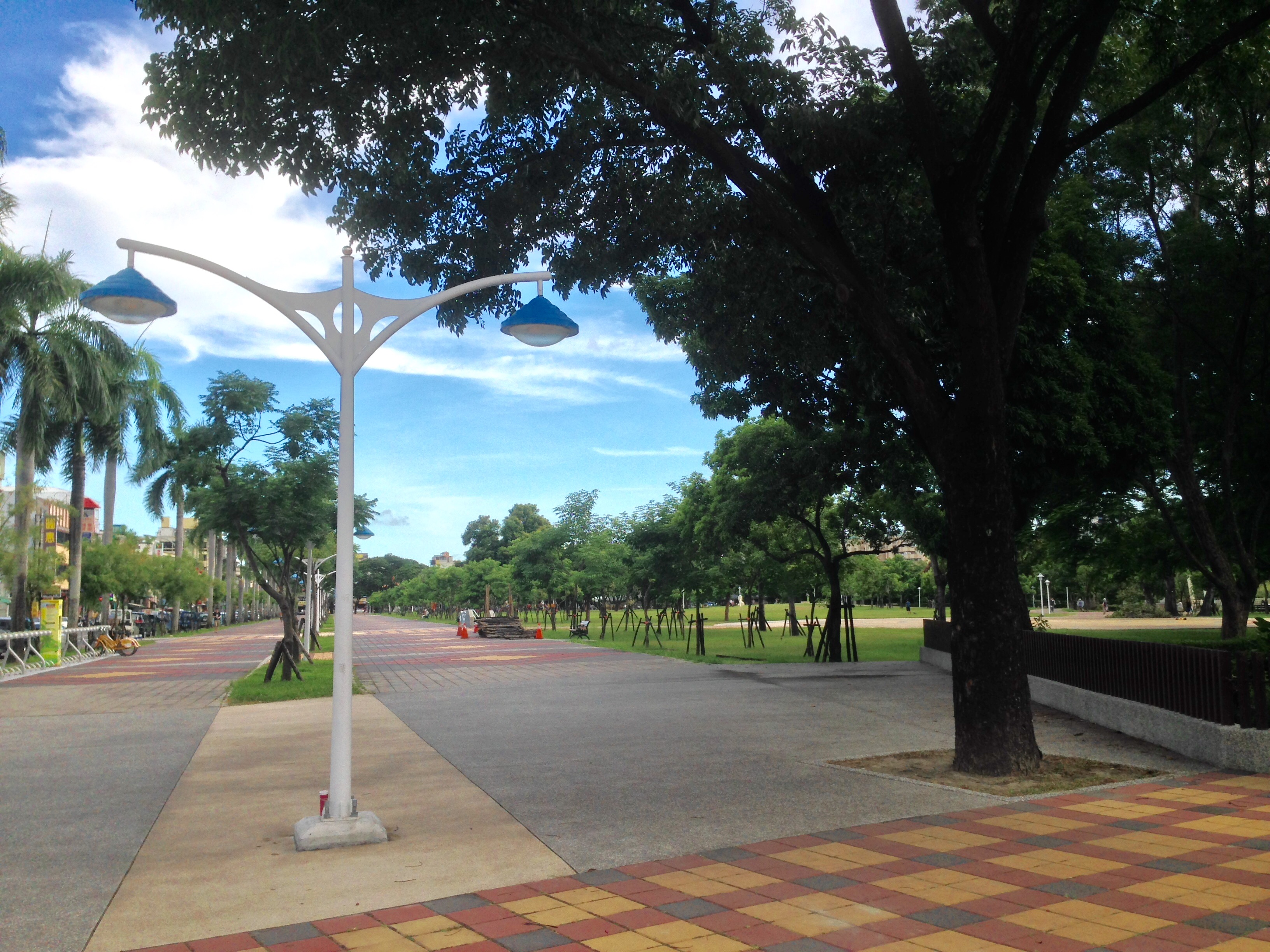
千禧公園

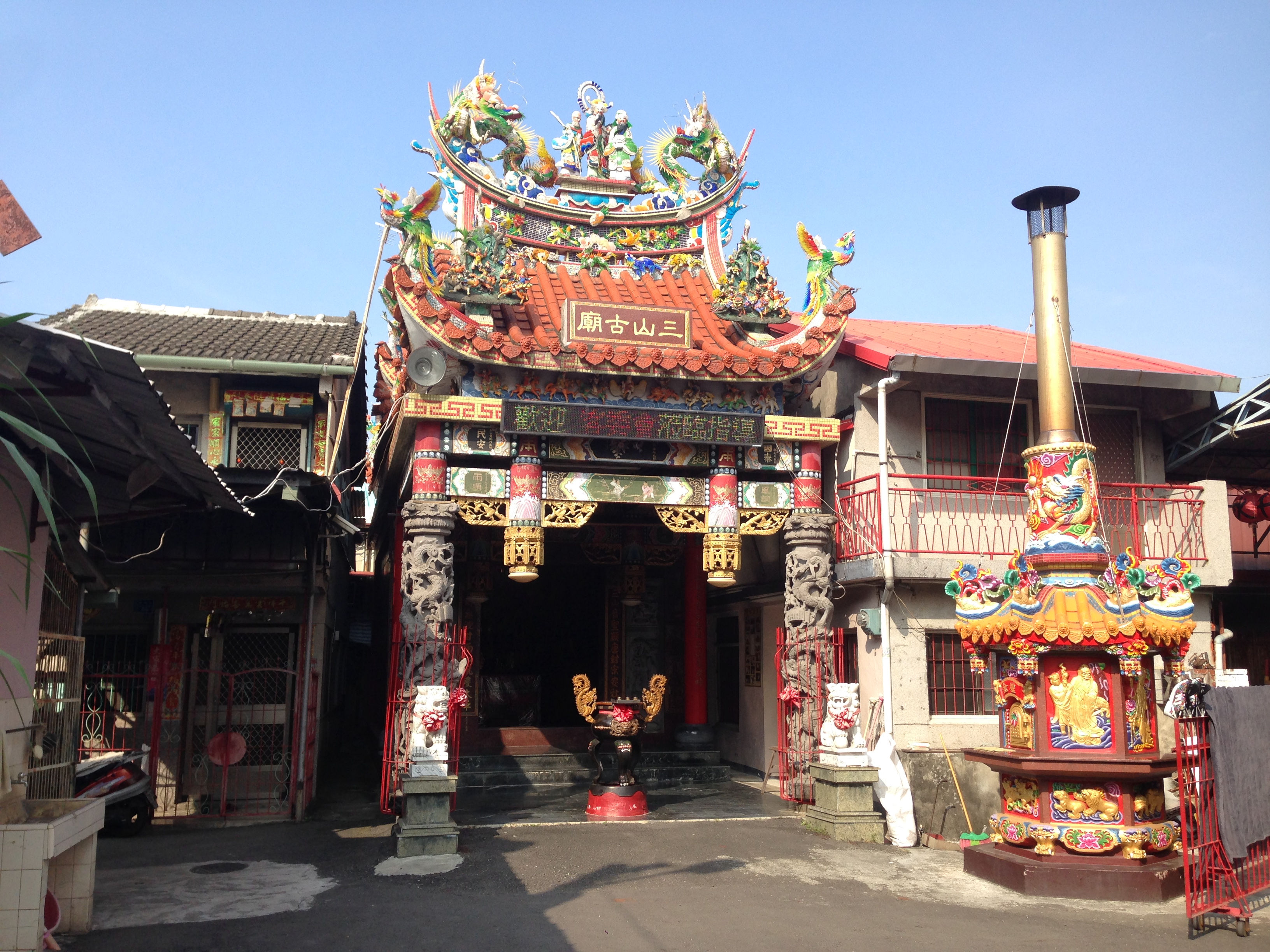
林仔内三山国王廟

- 阿猴城門（中国語版）
- 台糖屏東糖廠
- 屏東書院（中国語版）
- 下淡水渓鉄橋
- 東山禅寺
- 崇蘭蕭家古厝
- 孫立人行館
- 屏東公園（中国語版）
- 河浜公園
- 屏東慈鳳宮（中国語版）
- 宗聖祠堂
- 林仔内三山国王廟（中国語版）
- 屏東郷土芸術館
- 屏東聖帝廟
- 玉皇宮
- 福安宮
- 屏東美術館（中国語版）